# Stray Sheep
Stray Sheep (en español: Oveja callejera) es el quinto álbum de estudio del cantante y compositor japonés Kenshi Yonezu, fue lanzado el 5 de agosto del 2020 por Sony Music Entertainment Japan. Según la IFPI, fue el tercer álbum mejor vendido del 2020 con más de 2 millones de copias vendidas para fin de año.

## Lista de canciones
Todas las canciones escritas y compuestas por Kenshi Yonezu. 
| Stray Sheep track listing |                                                    |          |  |
| N.º                       | Título                                             | Duración |  |
| 1.                        | «Campanella» (カムパネルラ)                        | 3:55     |  |
| 2.                        | «Flamingo»                                         | 3:16     |  |
| 3.                        | «Kanden» (感電)                                    | 4:24     |  |
| 4.                        | «Placebo» (featuring Yojiro Noda)                  | 4:00     |  |
| 5.                        | «Paprika» (パプリカ)                               | 3:22     |  |
| 6.                        | «Uma to Shika» (馬と鹿)                            | 4:25     |  |
| 7.                        | «Yasashii Hito» (優しい人)                         | 3:28     |  |
| 8.                        | «Lemon»                                            | 4:15     |  |
| 9.                        | «Machigai Sagashi» (まちがいさがし; rearrangement) | 4:27     |  |
| 10.                       | «Himawari» (ひまわり)                              | 4:02     |  |
| 11.                       | «Stray Sheep» (迷える羊)                           | 3:46     |  |
| 12.                       | «Décolleté»                                        | 3:29     |  |
| 13.                       | «Teenage Riot»                                     | 3:45     |  |
| 14.                       | «Spirits of the Sea» (海の幽霊)                    | 3:54     |  |
| 15.                       | «Canary» (カナリヤ)                                | 4:58     |  |

## Recibimiento comercial
El álbum debutó en el número 1 de las listas Oricon y Billboard Japón, vendiendo aproximadamente 845,000 copias en su primera semana, para los 10 días de su lanzamiento ya había vendido 1 millón de copias en Japón. La canción "Kanden" fue lanzada en YouTube el 10 de julio de 2020, y alcanzó 10 millones de visitas en solo 10 días, rompiendo un récord en Japón.  También, el álbum llegó al número 1 en las listas de álbumes J-pop de 30 países en el servicio de ventas digitales de iTunes, y el número 1 en 54 países de la listas de álbumes J-pop del servicio de streaming Apple Music.
El sencillo principal, "Lemon", llegó al número del Hot 100 Japón en Billboard tanto en la lista semanal como en la anual. Certificó 3 discos million por ventas digitales y doble platino por ventas físicas, con más de 700 millones de visitas, el vídeo musical de Lemon se convirtió en el vídeo japonés con más visitas en YouTube  además de ganar al "Mejor video del año" y "Mejor video masculino" en los MTV Video Music Awards Japón del 2020.

## Posicionamiento en listas
| Lista (2020)                       | Posición |
| ---------------------------------- | -------- |
| Japan Hot Albums (Billboard Japan) | 1        |
| Japanese Albums (Oricon)           | 1        |

| Lista (2020)                       | Posición |
| ---------------------------------- | -------- |
| Japan Hot Albums (Billboard Japan) | 1        |
| Álbumes Japoneses (Oricon)         | 1        |

## Certificaciones
| Región       | Certificación | Unidades  |
| ------------ | ------------- | --------- |
| Japón (RIAJ) | Million       | 1,000,000 |

## Historial de lanzamiento
| Región        | Fecha de lanzamiento  | Formato                      | Ref.   |
| ------------- | --------------------- | ---------------------------- | ------ |
|               | 5 de agosto de 2020   | Streaming • descarga digital | [ 1 ]  |
| Japón         | 5 de agosto de 2020   | CD • streaming               | [ 1 ]  |
| Corea del Sur | 16 de octubre de 2020 | CD                           | [ 18 ] |
| Taiwán        | 16 de octubre de 2020 | CD                           | [ 18 ] |